# Ени-Сувагиль
Ени-Сувагиль (азерб. Yeni Suvagil, цахур. Сувагел) — крупное село в Загатальском районе Азербайджана, расположенное на южных склонах Кавказских гор, в Алазанской долине, в 22 километрах к юго-востоку от города Загатала .

## Объекты
В селе имеется 2 средние школы, 2 детских сада, культурный центр, библиотека, клуб, новые полевой госпиталь, аптека, родильный дом, почтовое отделение, мечеть, футбольное поле.
Село занимает 1525 гектаров земли.

## Население
Село основали цахуры, которые переселились из старого села Баш-Сувагиль.
На сегодняшний день население села составляет 4813 человек, все цахуры.

## История
До 1953 года в Закатальском районе высоко в горах было расположено селение Баш-Сувагиль (азерб. Suvagil). Из-за тяжелейших условий проживания поднят вопрос о необходимости переселения села на равнину. Село с трех сторон омывали горные реки, кроме того из-за возникшей трещины была угроза жизни людей. В июле 1953 года в ЦК КП Азербайджана предложено переселить селение Баш-Сувагиль на территорию бывшего Шекинского конного завода, но первый секретарь Закатальского райкома партии Рустам Сафаралиев не дал согласия на переселение крупного овцеводческого хозяйства в Шекинский район.
Затем проведено общее собрание с активом села, с колхозниками, на котором рассмотрен вопрос о переселении горного селения Сувагиль в Шекинский район. Но решено было не переселять село Сувагиль в Шекинский район. Колхозники сами указали место, где в будущем могло бы расположиться новое селение.
Селение Ени-Сувагиль (азерб. Yeni Suvagil) — одно из крупных населённых пунктов Загатальского района, в котором проживает около 5 тыс. человек.

## Экономика
Основным занятием населения является животноводство и растениеводство.

## Известные уроженцы
- Назирова, Мина Башировна
- Ахмед Исаев — писатель-публицист, член Союза писателей Азербайджана, почётный доктор АГАУ[5]